# Franz von Waldburg zu Wolfegg und Waldsee

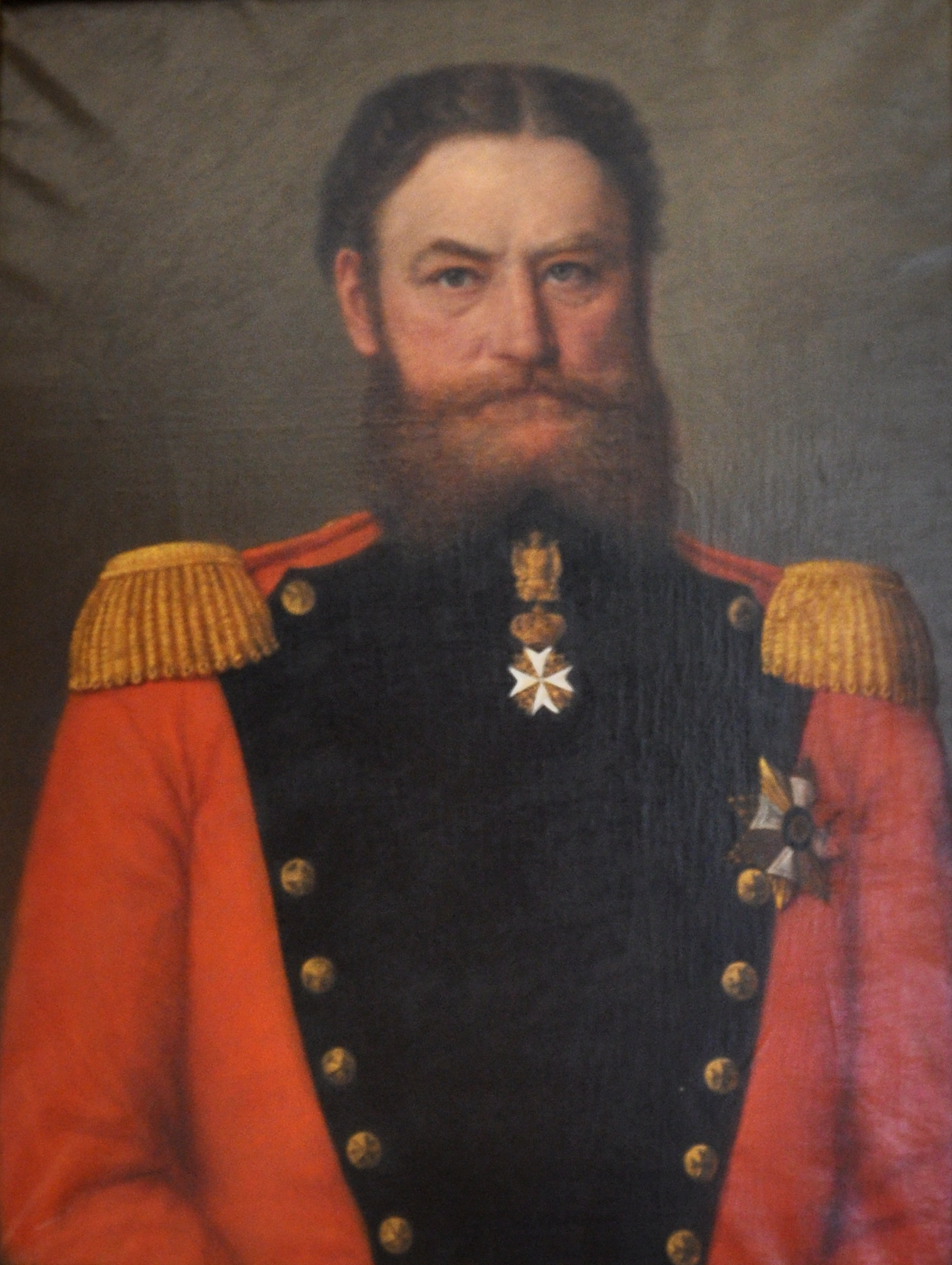
Franz Fürst von Waldburg zu Wolfegg und Waldsee

Franz Xaver Joseph Friedrich Fürst von Waldburg zu Wolfegg und Waldsee (* 11. September 1833 in Wolfegg; † 14. Dezember 1906 in Waldsee) war ein Standesherr im Königreich Württemberg. Er entstammte der Linie Waldburg-Wolfegg-Waldsee des katholischen Adelsgeschlechts der Truchsesse von Waldburg in Oberschwaben.

## Leben und Wirken

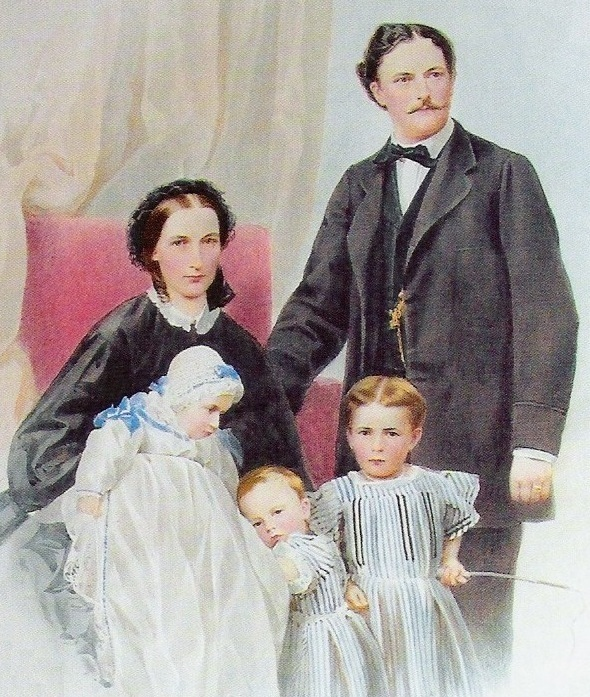
Franz von Waldburg-Wolfegg-Waldsee (1833–1906) mit seiner Familie, circa 1864

Erbgraf Franz war der Sohn des Fürsten Friedrich von Waldburg-Wolfegg-Waldsee (* 1808; † 1871) und der Fürstin Elisabeth (* 1812; † 1866), geborene Gräfin von Königsegg-Aulendorf. 1864 trat Erbgraf Franz als Vertreter seines Vaters erstmals in die Kammer des Standesherren in Stuttgart ein. 1871 wurde er dort als der neue Fürst von Waldburg zu Wolfegg und Waldsee legitimiert. In der Kammer gehörte er verschiedenen Kommissionen an, darunter derjenigen betreffend die Versailler Verträge sowie für Legitimation, Volkswirtschaft, Innere Verwaltung und Justizgesetzgebung. Fürst Franz war wie die ganze Familie fest im Katholizismus verankert. Im ehemaligen Kloster Heggbach bei Biberach entstand auf seine Initiative eine Kongregation der barmherzigen Schwestern von Reute zur Betreuung von Armen, geistig Behinderten und Epileptikern. An der stärker werdenden Bewegung der württembergischen Katholiken während der 1880er Jahre nahmen Fürst Franz und seine Familie regen Anteil. Herausragende Ereignisse wurden die württembergischen Katholikentage vom 23. und 24. November 1890 in Ulm und zu Pfingsten 1892 in Ravensburg, wobei letzterer nur ein regionales Ereignis des katholischen Volksvereins in Oberschwaben war.
Die auch von der Familie Waldburg-Wolfegg-Waldsee mitgetragene Forderung nach der Einführung von Männerklöstern blieb während der Zeit des evangelisch dominierten Königreichs Württemberg ein unerreichter Wunsch, der erst 1919 mit der Verfassung des Volksstaates Württemberg in Erfüllung gehen sollte. Als Schulpatron schloss sich Fürst Franz einer Initiative der württembergischen Standesherren an, die von angehenden Schullehrerkandidaten verlangte, sich eindeutig und in schriftlicher Form gegen eine Abschaffung der geistlichen Schulaufsicht zu erklären.
Fürst Franz stand dem politischen Katholizismus nahe, der in Württemberg jedoch erst zu Pfingsten 1894 in Ellwangen mit der Gründung der Zentrumspartei als eigenständigem Landesverband eine dauerhafte Organisationsform fand. In seinen späten Jahren war Fürst Franz der Senior des fürstlichen Gesamthauses Waldburg, Reichserbhofmeister der Krone Württembergs und Ehrenritter des souveränen Malteser-Ritterordens. 1871 wurde Franz von Waldburg zu Wolfegg und Waldsee der Olga-Orden verliehen, bereits 1870 erhielt er das Großkreuz des Friedrichs-Ordens und 1878 das Großkreuz des Ordens der Württembergischen Krone

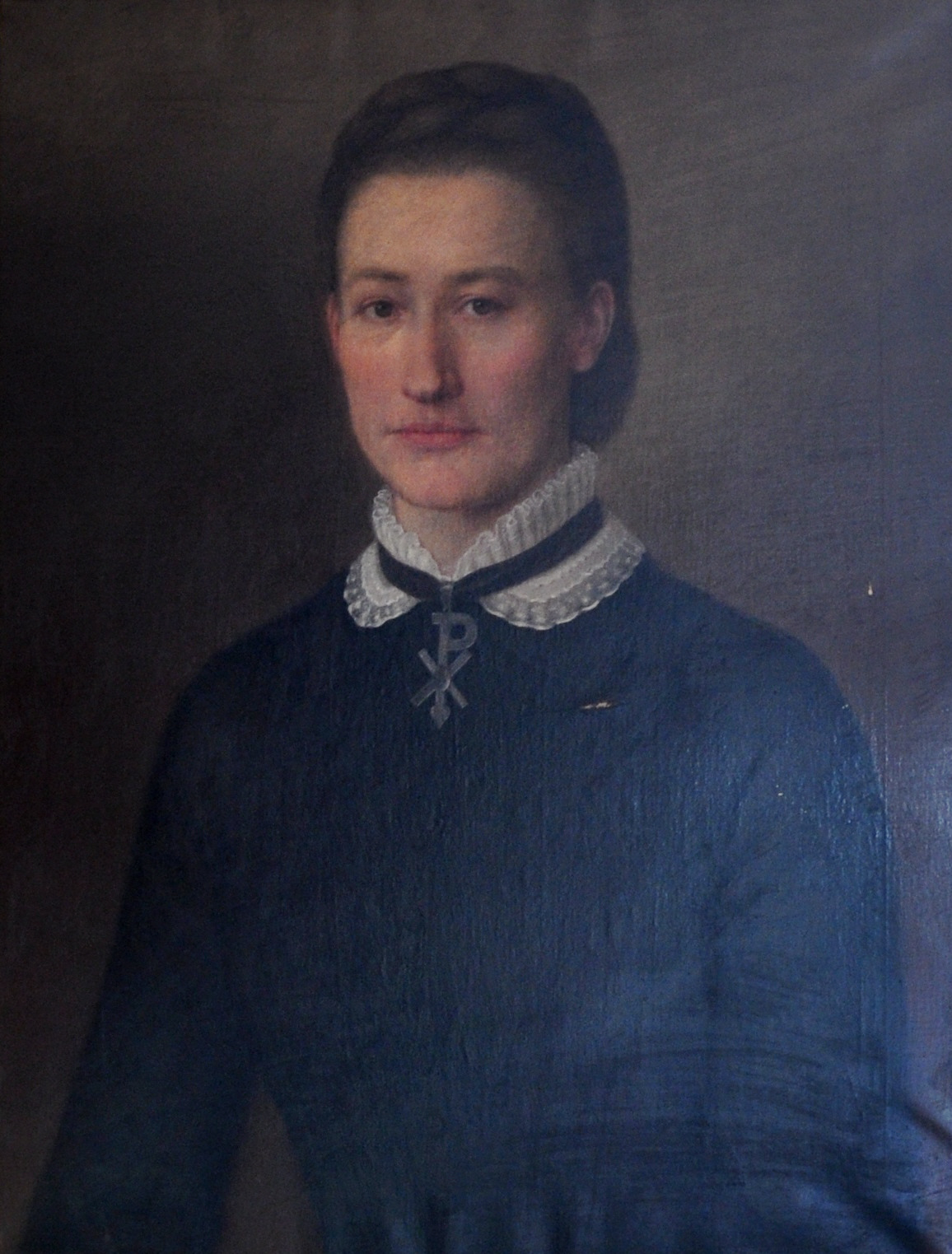
Sophie, geb. von Arco Zinneberg

## Ehe und Nachkommen
Am 19. April 1860 heirateten in München Erbgraf Franz und Sophie Leopoldine Ludovica (* 1836; † 1909). Sophie Leopoldine Ludovica war eine Tochter des Grafen Maximilian von Arco-Zinneberg und seiner Ehefrau Gräfin Leopoldine von Waldburg-Zeil (* 1811; † 1886). Die Trauung wurde von Sophies Onkel mütterlicherseits, Pater Georg Ferdinand von Waldburg-Zeil, vorgenommen. Sophie war tief religiös und wollte ursprünglich Nonne werden, was ihr Vater jedoch nicht zuließ. Als Erbgräfin gründete sie 1862 in Waldsee einen katholischen Gesellenverein. Nachdem sie und ihr Mann 1871 als Fürstenpaar ins Schloss Wolfegg umgezogen waren, kümmerte sie sich neben ihrer Familie weiterhin mit großer Hingabe um die Belange der katholischen Kirche hauptsächlich im karitativen Bereich. Wegen ihrer Wohltätigkeit wurde sie auch die „Mutter Oberschwabens“ genannt.
Aus der Ehe gingen sieben Kinder hervor:
- Friedrich (* 29. September 1861 in Zeil; † 21. April 1895 in Ditton[10][11] bei Widnes). Er trat 1887 in den Jesuitenorden ein.
- Maximilian (* 13. Mai 1863 in Waldsee; † 27. September 1950 in Chur)
- Joseph (* 15. März 1864 in Waldsee; † 29. April 1922 ebenda)
- Maria (* 6. November 1866 in Waldsee; † 31. Juli 1905 in Rom)
- Elisabeth (* 3. Dezember 1867 in Waldsee; † 16. Februar 1947 in Weinsberg). Am 5. September 1893 heirateten in Wolfegg sie und Anton Graf zu Stolberg-Wernigerode (* 23. August 1864 in Tervuren; † 4. Februar 1905 in Peterswaldau).
- Ludwig (* 27. Oktober 1871 in Waldsee; † 24. Juni 1906 in Baden-Baden). Am 17. April 1902 in Salzburg heirateten er und Gräfin von Galen (* 17. November 1881 in Meran; † 22. Juni 1970 in Tagmersheim).
- Heinrich (* 30. März 1874 in Wolfegg; † 19. Februar 1949 in Sonthofen). Am 7. Juni 1934 heirateten in Buckfast (England) er und Frederika Marvin (* 7. April 1895 in Genf; † 30. Juli 1987 in London).